# Stu Hart
Stewart Edward "Stu" Hart (født 3. maj 1915, død 16. oktober 2003) var en canadisk professional wrestler og træner. Han wrestlede blandt andet for YMCA og AAUC. Han var også med til at opfinde CSW (Calgary Stampede Wrestling). Stu Hart er også den første del af Hart-familien, og har bygget også det historiske Hart-hus. Han fik sit debut i 1946 da han wrestlede imod en tiger og en grizzlybjørn. 
Calgary Stampede Wrestling kom til i 1948.
Stu Hart førede et 53 årigt forhold med sin kone Helen Hart, der døde i 2001. De opdragede i alt tolv børn, en tiger og en bjørn. Han er den træner der har fået flest wrestlere ind i professionel wrestling. 
I en lille by ikke langt fra Calgary opkaldte man et hospital med navnet Hart Road efter Stu Harts navn.

## Titler
- NWA United States Heavyweight Championship: 1 gang.
- Northwest Tag Team Championship: 2 gange.

## Priser
- Iron Mike Mazurki Award: 2001.
- Stampede Wrestling Hall of Fame: 2003.
- WWE Hall of Fame (Class of 2010)

## Wrestlere trænet af Stu Hart
Han trænede atleterne i en kælder, som han kaldte The Dungeon.
- "Superstar" Billy Graham
- Abdullah the Butcher
- Edge (Adam Copeland)
- Bad News Brown, Brown kritiserede Stu Hart for hans træning.
- Ben Bassarab
- Billy Jack Haynes
- Bret Hart
- Bruce Hart
- Chris Benoit
- Chris Jericho
- Davey Boy Smith
- Fritz Von Erich
- Gama Singh
- Gene Anderson
- Gene Kiniski
- George Scott
- Gorilla Monsoon
- Greg Valentine
- Honky Tonk Man
- Jim Neidhart
- Johnathan Holliday
- Jos Leduc
- Justin Credible
- Keith Hart
- Klondike Bill
- Larry Cameron
- Luther Lindsey
- Lance Storm
- Nikolai Volkoff
- Owen Hart
- Paul LeDuc
- Reggie Parks
- Ross Hart
- Sandy Scott
- Shinya Hashimoto
- Smith Hart
- Steve Blackman
- Junkyard Dog
- The Dynamite Kid
- The Stomper Archie Gouldie
- Mark Henry
- Kip Abee
- Blake Norton
- Curt Hennig

## Tragedien
Stu Hart døde af sukkersyge den 16. oktober 2003. Han er nu i Stampede Wrestling Hall of Fame husket som en af de bedste trænere i historien efter at have bundet over 30 wrestlere til professionel wrestling.